# Лейла (Кулламаа)
Ле́йла (ест. Leila küla) — село в Естонії, у волості Ляене-Ніґула повіту Ляенемаа.

## Населення
Чисельність населення на 31 грудня 2011 року становила 54 особи.

## Географія
Територією села тече струмок Маріметса (Marimetsa oja), що впадає в річку Лійві (Liivi jõgi).
Через населений пункт проходить автошлях 16162 (Оллімяе — Колувере).

## Історія
До 21 жовтня 2017 року село входило до складу волості Кулламаа.